# Larry Pine
Pour les articles homonymes, voir Pine.
Larry Pine est un acteur américain né à Tucson, en Arizona, le 3 mars 1945.

## Filmographie
- 1982 : J'aurai ta peau (I, the Jury), de Richard T. Heffron : le réalisateur du film
- 1982 : La Folie aux trousses (Hanky Panky), de Sidney Poitier : l'interrogateur
- 1982 : Épouvante sur New York (Q), de Larry Cohen : le professeur
- 1982 : Dément (Alone in the Dark), de Jack Sholder : Dr Harry Menton
- 1987 : Anna, de Yurek Bogayevicz : Baskin
- 1988 : Plain Clothes, de Martha Coolidge : Dave Hechtor
- 1989 : Une journée de fous (The Dream Team), d’Howard Zieff : Canning
- 1994 : Vanya, 42e rue (Vanya on 42nd Street), de Louis Malle : Dr Astrov
- 1994 : New York, police judiciaire (saison 5, épisode 9) : Edward St. John
- 1995 : La Dernière Marche (Dead Man Walking), de Tim Robbins : Guy Gilardi
- 1996 : Jaded, de Caryn Krooth : Judge Hayfield
- 1996 : Le poids du déshonneur (Before and After), de Barbet Schroeder : Dr Tom McAnally
- 1996 : Girl 6, de Spike Lee : Caller #33 - Wall Street
- 1996 : Como Nascem os Anjos, de Murilo Salles : William
- 1997 : Sunday, de Jonathan Nossiter : Ben Vesey
- 1997 : Ice Storm, d’Ang Lee : Dave Gorman
- 1997 : Addicted to Love, de Griffin Dunne : Street Comic
- 1997 : Academy Boyz, de Dennis Cooper : Ramsey Glover
- 1998 : The Deal, court-métrage de Don Scardino : Veneer
- 1998 : Minor Details, de Kief Davidson : Lou
- 1998 : Stranger in the Kingdom, de Jay Craven : Edward Kinneson
- 1998 : Celebrity, de Woody Allen : Philip Datloff
- 1999 : Zoo, de Alexandra King : Reverend Tom Paxton
- 1999 : Suits (en) d'Éric Weber : Peter Haverford
- 1999 : Snow Days, d’Adam Marcus : Wendell Milson
- 1999 : New York, police judiciaire (saison 9, épisode 16) : Dr Jacob Weiss
- 2000 : Escrocs mais pas trop (Small Time Crooks), de Woody Allen : Charles Bailey
- 2001 : Queenie in Love, d’Amos Kollek : Détective
- 2001 : La Famille Tenenbaum (The Royal Tenenbaum), de Wes Anderson : Peter Bradley
- 2002 : Terre neuve, de Lasse Hallström : Bayonet Melville
- 2002 : Coup de foudre à Manhattan (Maid in Manhattan), de Wayne Wang : Mr. Lefferts
- 2003 : A Foreign Affair (en), de Helmut Schleppi : Tour guide
- 2003 : Nola (en), de Alan Hruska : Max
- 2003 : Justice, d'Evan Oppenheimer : The Legend
- 2004 : Melinda et Melinda (Melinda and Melinda), de Woody Allen : Max
- 2004 : New York, section criminelle (saison 3, épisode 21) : Bingham Post
- 2006 : New York, unité spéciale (saison 8, épisode 2) : avocat Van Allen
- 2009 : Nuits blanches à New York (The New Twenty) : Old Cowboy
- 2013 : Hostages : Burton Delaney
- 2013 : Jimmy P. (Psychothérapie d'un Indien des Plaines) d'Arnaud Desplechin : Karl Menninger
- 2018 : Opération Beyrouth (Beirut), de Brad Anderson : Frank Whalen
- 2021 : The French Dispatch, de Wes Anderson : le premier magistrat
- 2023 : The Kill Room de Nicol Paone : Dr. Galvinson
- 2024 : New York, unité spéciale (saison 24, épisode 12) : Richard Lawrence Kincaid